# Шталь, Линда
Ли́нда Шталь (нем. Linda Stahl; родилась 2 октября 1985 года в Штайнхайме, ФРГ) — немецкая легкоатлетка (метание копья), бронзовый призёр Олимпийских игр, чемпионка Европы.

## Биография
Линда Шталь родилась в 1985 году в Штайнхайме, ФРГ. С 2003 года тренировалась в спортивном обществе Bayer 04 у Хельги Цолькау вместе с Штеффи Нериус. В 2007 году на Чемпионате мира по лёгкой атлетике в Осаке в квалификации метнула копьё на 62,80 м, но в финале её достижение было скромнее — 61,03 м; она заняла восьмое место по итогам соревнований. На чемпионате Европы по лёгкой атлетике в возрастной группе до 23 лет, проходившем в Дебрецене, она стала первой. На Всемирном легкоатлетическом финале Линда Шталь завоевала бронзовую награду.
В 2008 году ей не удалось пройти квалификацию и попасть в число атлетов, выступающих на Олимпиаде в Пекине, несмотря на то, что улучшила свой результат на 3 метра (66,06 м) и показала третий результат в сезоне (после Марии Абакумовой и Штеффи Нериус).
В 2009 году на очередном Всемирном легкоатлетическом финале Линда заняла только шестое место.
2010 год оказался более удачным: Зимнем Кубке Европы по метаниям 2010 Шталь заняла третье место с результатом 60,56 м, а на Чемпионате Европы по лёгкой атлетике в Барселоне завоевала «золото», метнув копьё на 66,81 м (личный рекорд).
29 июня 2012 года Линда Шталь завоевала третье место на Чемпионате Европы по лёгкой атлетике в Хельсинки. Чуть ранее (7 июня) она успешно преодолела квалификацию, получив право выступать на Олимпиале в Лондоне.
На Олимпийских играх 2012 года Шталь заняла третью ступеньку на пьедестале, уступив в финале Барборе Шпотаковой из Чехии и своей соотечественнице Кристине Обергфёлль.
На Чемпионате Европы по лёгкой атлетике 2016 года заняла второе место с результатом 65,25 м.

### Награды
В 2010 году Линда Шталь была названа «Спортсменом года» земли Северный Рейн-Вестфалия.

## Статистика выступлений на крупнейших турнирах
| Год  | Соревнование                    | Город                          | Место | Вид           | Спортивный результат | Примечание |
| ---- | ------------------------------- | ------------------------------ | ----- | ------------- | -------------------- | ---------- |
| 2007 | Чемпионат Европы (до 23 лет)    | Дебрецен, Венгрия              | 1-я   | Метание копья | 62,17 м              |            |
| 2007 | Чемпионат мира                  | Осака, Япония                  | 8-я   | Метание копья | 61,03 м              |            |
| 2007 | Мировой легкоатлетический финал | Штутгарт, Германия             | 8-я   | Метание копья | 55,62 м              |            |
| 2009 | Чемпионат мира                  | Берлин, Германия               | 6-я   | Метание копья | 63,23 м              |            |
| 2010 | Зимний кубок Европы             | Арль, Франция                  | 3-я   | Метание копья | 60,56 м              |            |
| 2010 | Чемпионат Европы                | Барселона, Испания             | 1-я   | Метание копья | 66,81 м              |            |
| 2011 | Чемпионат мира                  | Тэгу, Южная Корея              | 9-я   | Метание копья | 60,21 м              |            |
| 2012 | Чемпионат Европы                | Хельсинки, Финляндия           | 3-я   | Метание копья | 63,69 м              |            |
| 2012 | Олимпийские игры                | Лондон, Великобритания         | 3-я   | Метание копья | 64,91 м              |            |
| 2013 | Зимний кубок Европы             | Кастельон-де-ла-Плана, Испания | 3-я   | Метание копья | 61,97 м              |            |
| 2013 | Чемпионат мира                  | Москва, Россия                 | 4-я   | Метание копья | 64,78 м              |            |
| 2014 | Чемпионат Европы                | Цюрих, Швейцария               | 3-я   | Метание копья | 63,91 м              |            |
| 2016 | Чемпионат Европы                | Амстердам, Нидерланды          | 2-я   | Метание копья | 65,25 м              |            |